# Riquer de Mons
Riquer (també Ricard) fou comte d'Hainaut i de Mons del 964 al 973.
A la mort de Godofreu, comte d'Hainaut i vice-duc de Baixa Lotaríngia, l'emperador Otó I li va donar una part del comtat d'Hainaut a la regió de Mons, mentre que l'altra meitat del comtat amb centre a Valenciennes fou donat a Amauri. La Gesta Episcorum Cameracensium diu que després que Renyer fou desterrat per l'arquebisbe Brunó (958) fou succeït per primum Richario nobili viro, però en realitat i va haver un espai entremig. Se l'esmenta en carta del 2 de juny de 965 quan l'emperador Otó va concedir terres al convent de Saint-Ghislain (a Hainaut) a petició del comte. Fou també comte de Luihgau o Lieja doncs una donació de terres que havien estat d'Immo i foren confiscades el 958 al "pago Liuhgoui in comitatu Richarii" eren donades a la capella de Maria (Marienkapelle) a Aquisgrà segons carta del 17 de gener del 966. El 12 de febrer de 973 Otó donava terres al monestir de Crespí, a petició del comte Richizonis; el 15 de març del 973 Otó donava terres que havia tingut Riquer en benefici el que mostra que havia mort després del 12 de febrer i abans del 15 de març.
El seu fill Godizó de Aspel-Heimbach fou comte d'Hamaland i de Lieja.